# Ilyas Ansah
Ilyas Ansah, né le 8 novembre 2004 à Lüdenscheid en Allemagne, est un footballeur allemand qui évolue au poste d'attaquant à l'Union Berlin.

## Biographie

### Carrière en club
Ansah grandit au sein des catégories jeunes de Lüdenscheid, de Bochum, de l'Eintracht Dortmund, Siegen et enfin de Paderborn, où il fait ses débuts professionnels le 22 septembre 2023 lors d'un match nul 1-1 contre le FC Magdebourg en 2. Bundesliga. Le 9 décembre, il marque son premier but en professionnel contre le Hambourg SV.
Le 6 juin 2025 est annoncé son arrivée à l'Union Berlin, en Bundesliga.

### En sélection
En novembre 2023, Ansah est appelé avec l'équipe d'Allemagne des moins de 20 ans avec qui il joue son premier match contre la Roumanie. Il marque ses deux premiers buts le 5 septembre 2024, de nouveau contre la Roumanie.

## Statistiques

### En club
| Saison                | Club                  | Championnat           | Championnat | Championnat | Championnat | Coupe(s) nationale(s) | Coupe(s) nationale(s) | Coupe(s) nationale(s) | Total | Total | Total |
| Saison                | Club                  | Division              | M.          | B.          | P.d.        | M.                    | B.                    | P.d.                  | M.    | B.    | P.d.  |
| 2022-2023             | SC Paderborn rés.     | Oberliga              | 10          | 6           | 1           | -                     | -                     | -                     | 10    | 6     | 1     |
| 2023-2024             | SC Paderborn rés.     | Regionalliga          | 14          | 6           | 2           | -                     | -                     | -                     | 14    | 6     | 2     |
| Sous-total            | Sous-total            | Sous-total            | 24          | 12          | 3           | -                     | -                     | -                     | 24    | 12    | 3     |
| 2023-2024             | SC Paderborn          | 2. Bundesliga         | 24          | 1           | 2           | 1                     | 0                     | 0                     | 25    | 1     | 2     |
| 2024-2025             | SC Paderborn          | 2. Bundesliga         | 33          | 6           | 6           | 2                     | 0                     | 0                     | 35    | 6     | 6     |
| Sous-total            | Sous-total            | Sous-total            | 57          | 7           | 8           | 3                     | 0                     | 0                     | 60    | 7     | 8     |
| Total sur la carrière | Total sur la carrière | Total sur la carrière | 81          | 19          | 11          | 3                     | 0                     | 0                     | 84    | 19    | 11    |